# Granackie Baszty

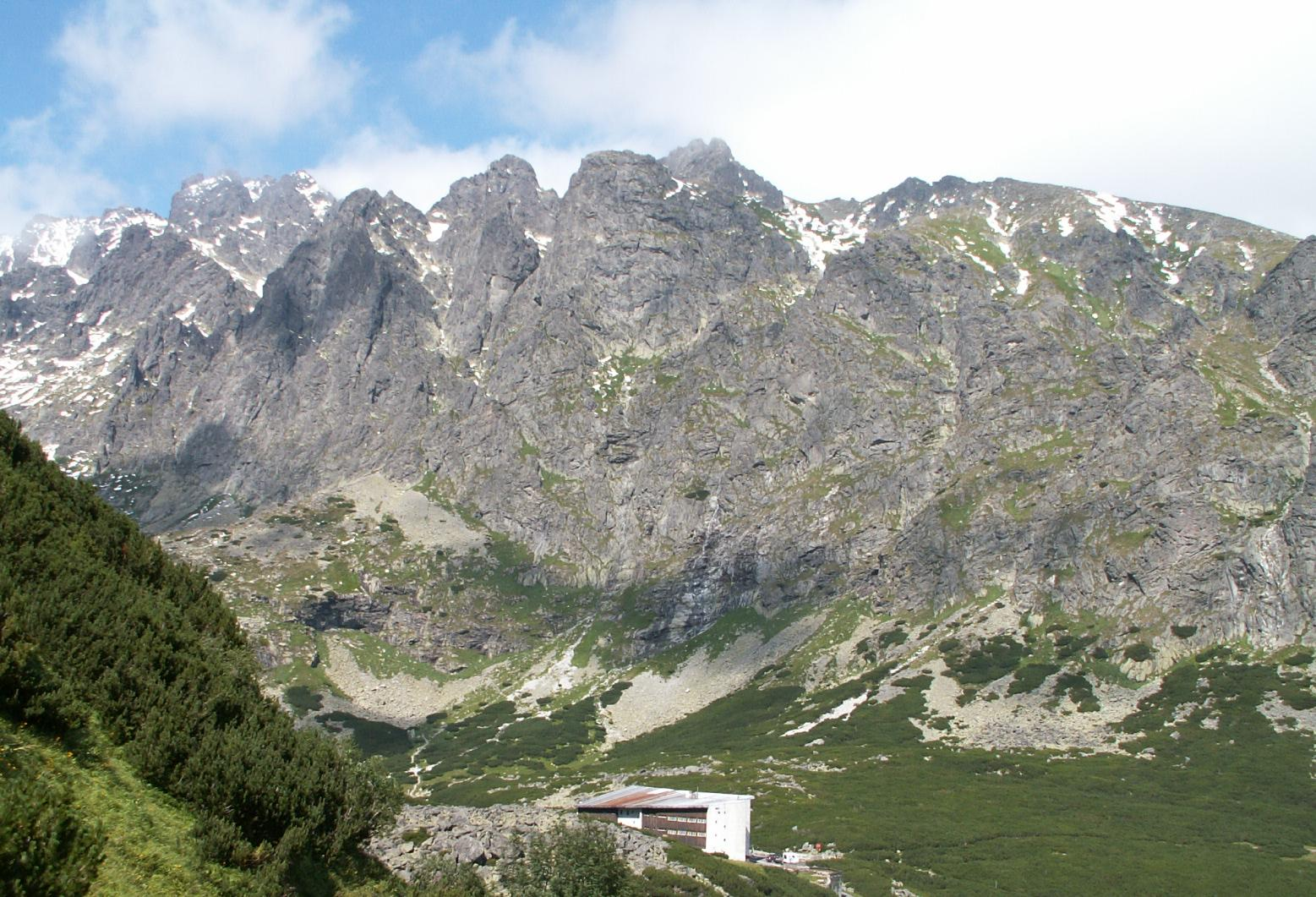
Masyw Granatów Wielickich widziany od południa. Na bliższym planie Granackie Baszty

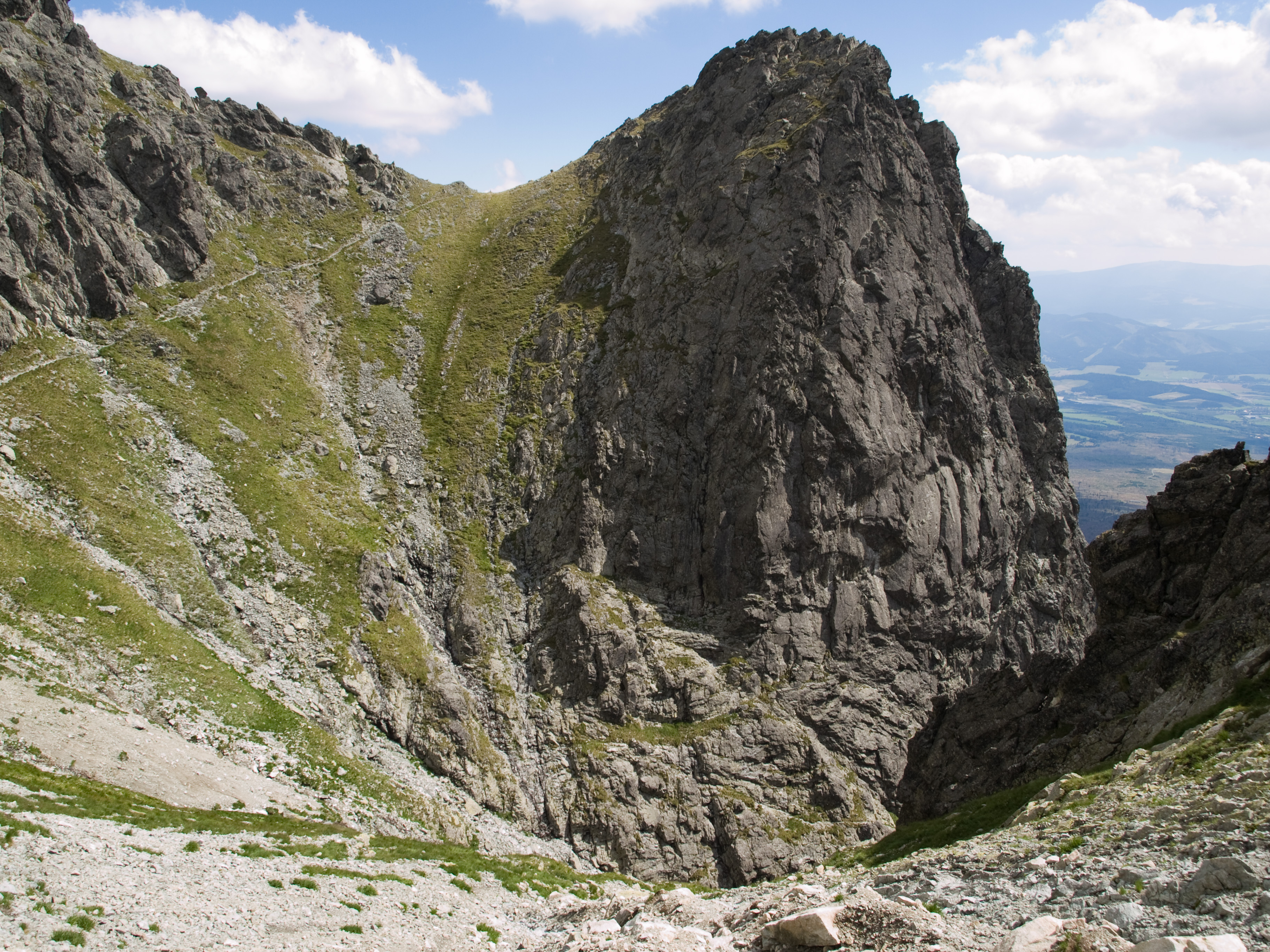
Wielicka Baszta i Dwoisty Przechód

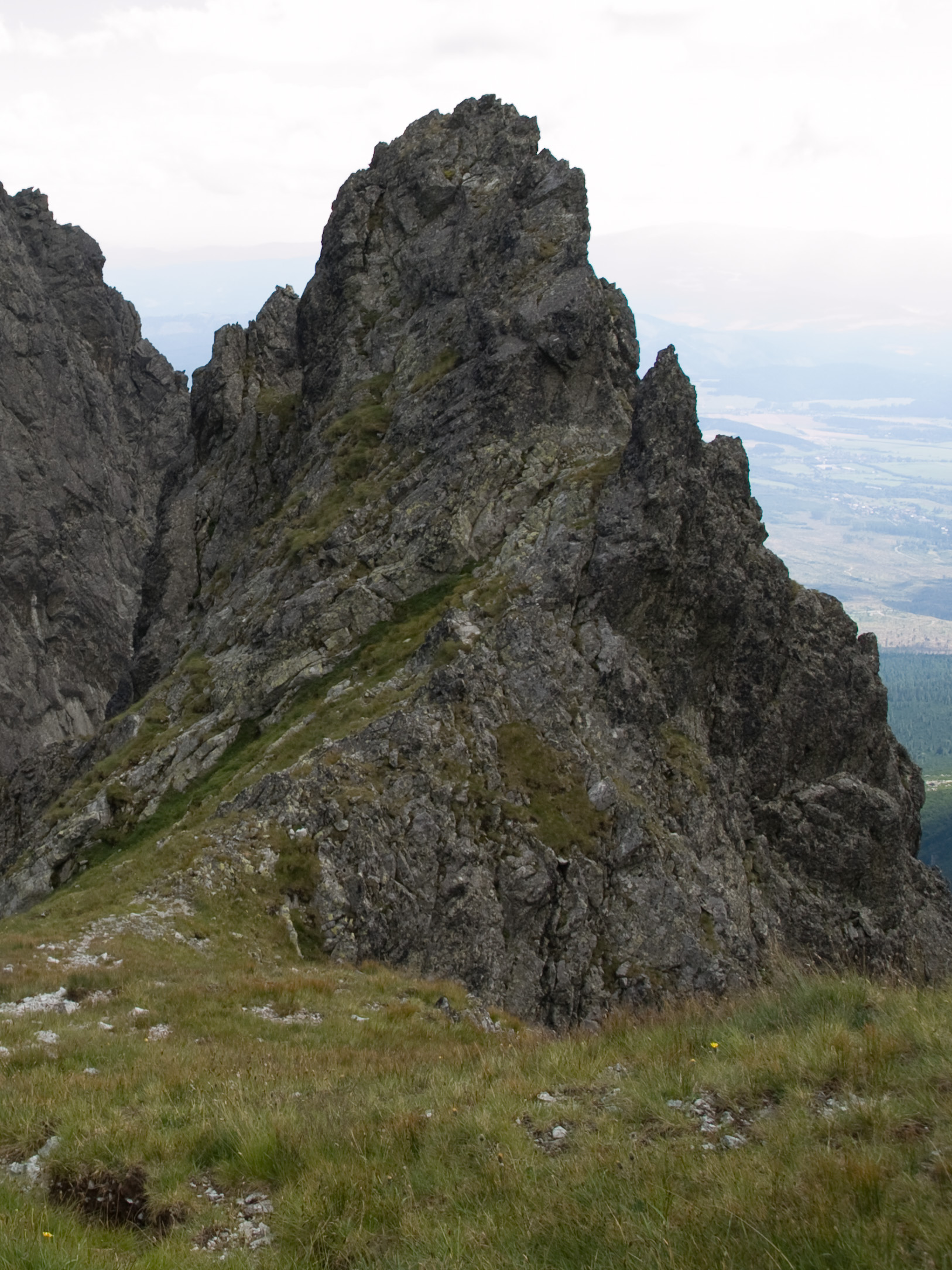
Mała Granacka Baszta

Granackie Baszty (słow. Granátové steny) – turnie wznoszące się w masywie Granatów Wielickich (Velické Granáty) w słowackich Tatrach Wysokich, w jego południowo-zachodnich ścianach.
Jest to kilka formacji skalnych niezwiązanych ze sobą granią, oddzielonych od wyższych Granackich Turni zespołem szerokich trawiasto-skalistych zachodów i półek, zwanym Granacką Ławką (Granátová lávka). Granackie Baszty opadają do Doliny Wielickiej wysokimi, niemal pionowymi ścianami, są natomiast w większości niezbyt wybitne i łatwo dostępne od strony szerokich przełączek, przez które prowadzi Granacka Ławka.
Kolejno od północnego zachodu w masywie Granackich Baszt wznoszą się:
- Zwalista Baszta (Weszterova stena, ok. 2285 m) – w prawym filarze południowo-zachodniej ściany Zwalistej Turni (Westerov štít), oddzielona od niej Zwalistym Przechodem – położona zatem już poza właściwą częścią Granatów Wielickich, zaliczana jednak do Granackich Baszt z powodu podobnego charakteru,
- Podufała Baszta (Opálová stena, 2285 m) – w południowo-zachodnim żebrze Rogatej Turni, poniżej Podufałej Turni, oddzielona od niej Podufałym Przechodem,
- Wielka Granacka Baszta (Granátová stena, ok. 2245 m) – w zachodnim żebrze Wielkiej Granackiej Turni, oddzielona od niej Wyżnim Granackim Przechodem,
- Mała Granacka Baszta (Granátová vežička) – w widłach Dwoistego Żlebu, oddzielona od Wielkiej Granackiej Turni Niżnim Granackim Przechodem,
- Wielicka Baszta (Velická stena, ok. 2230 m) – w południowo-zachodnim żebrze Dwoistej Turni, oddzielona od niej Dwoistym Przechodem.

Granackie Baszty porozdzielane są od siebie trzema głębokimi żlebami, rozszerzającymi się na wysokości Granackiej Ławki w obszerne kotły. Są to:
- Kwietnikowy Żleb (Kvetnicový žľab) i Kwietnikowy Kocioł (Kvetnicový kotol) – pomiędzy Zwalistą Basztą a Podufałą Basztą,
- Granacki Żleb (Granátový žľab) i Granacki Kocioł (Granátový kotol) – pomiędzy Podufałą Basztą a Wielką Granacką Basztą,
- Dwoisty Żleb (Dvojitý žľab) i Dwoisty Kocioł (Dvojitý kotol) – pomiędzy Wielką Granacką Basztą a Wielicką Basztą.

Wszystkie te żleby opadają do środkowego piętra Doliny Wielickiej (Velická dolina), jednej z mniejszych tatrzańskich dolin walnych. U podnóża wysokich ścian Granackich Baszt biegnie zielony szlak turystyczny, prowadzący znad Wielickiego Stawu na przełęcz Polski Grzebień. Same Granackie Baszty są niedostępne dla turystów, stanowią natomiast atrakcyjny teren dla taterników – od strony Doliny Wielickiej na ich wierzchołki prowadzi szereg dróg o dużym stopniu trudności. Wejścia nimi mogą być przedłużane drogami prowadzącymi na Granackie Turnie
Nazwa Granackich Baszt i całych Granatów Wielickich związana jest z kamieniami półszlachetnymi – granatami, które występowały dawniej licznie pod ścianami grzbietu od strony Doliny Wielickiej.